# Leland (Missisipi)
Leland – miasto w Stanach Zjednoczonych, w stanie Missisipi, w hrabstwie Washington.